# ۳٬۲-اپوکسی‌بوتان
۳٬۲-اپوکسی‌بوتان یک ترکیب آلی با فرمول CH۳CH(O)CHCH۳ است. این ماده یک اپوکسید است که به صورت سه ایزومرفضایی شامل یک جفت انانتیومر و یک ایزومر مزو وجود دارد. همه این ایزومرها به صورت مایعات بی‌رنگ هستند.

## آماده‌سازی و واکنش‌ها
۳,۲-اپوکسی‌بوتان از واکنش ۲-بوتن با هالوهیدرین تهیه می‌شود:
CH3CH=CHCH3 + HOCl → CH3CH(OH)CH(Cl)CH3
CH3CH(OH)CH(Cl)CH3 → CH3CH(O)CHCH3 + HCl
یکی از واکنش‌های متداول این ماده، هیدراته کردن آن به ۳٬۲-بوتان‌دیول است. این واکنش‌ها جز دسته واکنش‌های باز شدن حلقه محسوب می‌شوند.